# جاماندگان
جاماندگان (انگلیسی: The Holdovers) فیلم کمدی-درام آمریکایی محصول سال ۲۰۲۳ به کارگردانی الکساندر پین و نویسندگی دیوید همینگسون است. داستان این فیلم در سال‌های ۱۹۷۰–۱۹۷۱ اتفاق می‌افتد و به یک آموزگار سخت‌گیر مطالعات کلاسیک (با بازی پل جیاماتی) در مدرسهٔ شبانه‌روزی واقع در نیو انگلند می‌پردازد که مجبور می‌شود در تعطیلات کریسمس چند دانش‌آموز را که جایی برای رفتن ندارند، همراهی و از آن‌ها مراقبت کند. دیواین جوی رندالف و دومینیک سسا به‌ترتیب نقش مدیر خدمات پذیرایی مدرسه و دانش‌آموزی که در خوابگاه مدرسه می‌ماند را بازی می‌کنند.
جاماندگان در پنجاهمین جشنواره فیلم تلیوراید در ۳۱ اوت ۲۰۲۳ به نمایش درآمد و در ۲۷ اکتبر ۲۰۲۳ به‌وسیلهٔ فوکس فیچرز در ایالات متحده اکران شد. این فیلم نقدهای مثبتی از منتقدان دریافت کرد و بیش از ۴۲ میلیون دلار فروش داشت. جاماندگان همچنین به‌عنوان یکی از ۱۰ فیلم برتر سال از سوی هیئت ملی بازبینی فیلم و انستیتوی فیلم آمریکا برگزیده و برندهٔ دو جایزه در مراسم گلدن گلوب شد. در مراسم اسکار این فیلم در پنج رشته شامل بهترین فیلم و در مراسم بفتا در هفت رشته شامل بهترین فیلم نامزد شد.

## داستان
در دسامبر ۱۹۷۰، پل هانام یک استاد مطالعات کلاسیکِ خواستار انضباط و اطاعت کامل در آکادمی بارتون (یک مدرسه شبانه‌روزی در نیو انگلند) است که زمانی با کمک‌هزینه تحصیلی در آن تحصیل کرد. دانش‌آموزان و معلمان همکارش او را به خاطر نمره‌دهی بسیار صادقانه و شخصیت سخت‌گیرش تحقیر می‌کنند. مدیر مدرسه بارتون، وودروپ، هانهام را سرزنش می‌کند که دادن نمرهٔ پایین به پسر یکی از خیران مهم مدرسه، منجر به رد شدن او از پذیرش دانشگاه پرینستون شده‌است.
به‌عنوان تنبیه، هانهام مجبور می‌شود بر دانش‌آموزان «جامانده» که برای تعطیلات در محوطه دانشگاه رها شده بودند، نظارت کند. یکی از آن‌ها انگوس تالی بود که مادرش ناگهان سفر خانوادگی به سنت کیتس برای ماه عسل با شوهر جدیدش را لغو کرد. همچنین مری لمب، سرپرست سالن غذاخوری مدرسه که در غم از دست دادن پسرش است که فارغ‌التحصیل مدرسهٔ بارتون بود و در جنگ ویتنام کشته شد.
برای آزردگی دانش‌آموزان، هانهام مطالعه و ورزش را هنگام تفریح جامانده‌ها به آن‌ها تحمیل می‌کند. پس از شش روز، پدر ثروتمند یکی از آنها با هلیکوپتر از راه می‌رسد و موافقت می‌کند که همه دانش آموزان را به سفر اسکی خانواده ببرد. انگوس که نمی‌تواند از والدینش اجازه بگیرد، در بارتون با هانهام و مری تنها می‌ماند. هنگامی که هانهام مچ انگوس را در تلاش برای رزرو یک اتاق هتل می‌گیرد، انگوس از طریق سالن‌های مدرسه فرار می‌کند و هانهام او را تعقیب می‌کند. انگوس با سرکشی به داخل انبوهی از تجهیزات باشگاه می‌پرد و شانه‌اش را از جا درمی‌آورد. در بیمارستان، انگوس برای حمایت از هانهام از مقصر دانستن دروغ می‌گوید. هانهام بعد از اینکه او و انگوس در رستورانی با لیدیا کرین، دستیار مدیر مدرسه روبرو شدند، دلبری لیدیا کرین را می‌کند و لیدیا این دو را به مهمانی شب کریسمس دعوت می‌کند.
در شب کریسمس، انگوس، هانهام، مری و سرایدار بارتون، دنی، در مهمانی لیدیا شرکت می‌کنند. در حالی که انگوس وقت خود را با خواهرزاده لیدیا، الیز می‌گذراند، هانهام از اینکه لیدیا دوست پسر دارد ناامید می‌شود و مری به خاطر مرگ پسرش مست و دچار فروپاشی عاطفی می‌شود. هانهام اصرار دارد که زودتر برود. در حالی که انگوس با هانهام بحث می‌کند، او با عصبانیت فریاد می‌زند که پدرش مرده‌است، و باعث می‌شود که مری به خاطر رویکرد غیرهمدلانه هانهام، او را مورد انتقاد قرار دهد.
هانهام با تأمل در رفتار خود، جشن کریسمس کوچکی ترتیب می‌دهد و با ترغیب مری، آرزوی انگوس را برای «سفر علمی» به بوستون برآورده می‌کند. بعد از اینکه مری را به راکسبری برای گذراندن وقت با خواهر باردارش می‌سپارند، انگوس و هانهام برای فعالیت‌های مختلف در بوستون، از جمله اسکیت روی یخ و بازدید از موزه هنرهای زیبا با هم آشنا می‌شوند. آنها با یکی از همکلاسی‌های هانهام از دانشگاه هاروارد برخورد می‌کنند که به فرد موفق تبدیل شده‌است. هنگامی که همکلاسی از هانهام در مورد کارش سؤال می‌پرسد، هانهام دروغ می‌گوید و انگوس هم تظاهر به موافقت می‌کند. هانهام با اکراه به انگوس اعتراف می‌کند که پس از کتک زدن عمدی همکارش با ماشین، یعنی پسر خیر دانشگاه که او را به دستبرد فکری متهم کرده بود، از هاروارد اخراج شد. پس از این که این حادثه آینده شغلی هانهام را خراب کرد، ارتباط با یک معلم در بارتون او را قادر ساخت تا در این مدرسه بتواند تدریس کند.
هنگامی که هانهام و انگوس به دیدن بزرگ‌مرد کوچک در تئاتر ارفیوم می‌روند، انگوس یواشکی فرار می‌کند و هانهام او را در حال ورود به تاکسی می‌گیرد. انگوس توضیح می‌دهد که می‌خواهد پدرش را ببیند، و هانهام قبول می‌کند که او را همراهی کند، با این فرض که آنها به یک گورستان می‌روند. با این حال، پدر انگوس هنوز زنده است و به دلیل مشکلات روانی و برون‌خیز خشونت‌آمیز در یک بیمارستان روان‌پزشکی محبوس است. پس از بازدید، انگوس ابراز نگرانی می‌کند که او مانند پدرش خواهد شد. هانهام به او دلداری می‌دهد و صمیمانه اعلام می‌کند که انگوس آینده درخشانی دارد. آنها به مری و دنی می‌پیوندند تا شب سال نو را جشن بگیرند.
هنگامی که مدرسه در ژانویه ۱۹۷۱ از سر گرفته می‌شود، هانهام توسط لیدیا به دفتر وودروپ احضار می‌شود و مادر و ناپدری انگوس را نیز در آنجا می‌یابد. آنها به هانهام می‌گویند که بازدید آنگوس از بیمارستان روانی غیرمجاز است و کره برفی که انگوس به پدرش داده بود منجر به طغیان خشونت‌آمیز دیگری شد. مادر و ناپدری انگوس قصد دارند او را به مدرسه نظامی بفرستند، اما هانهام از انگوس دفاع می‌کند و تقصیر سفر را به عهده می‌گیرد. در حالی که هانهام سپس اخراج می‌شود، انگوس اجازه دارد در بارتون بماند.
مری که با از دست دادن پسرش بیشتر کنار آمده‌است، دفترچه‌ای برای تک‌نگاشتی که هانهام می‌خواهد بنویسد را به او می‌دهد. هانهام و انگوس خداحافظی تلخی با هم دارند. هانهام در حال ترک مدرسه، از یک بطری نوشیدنی کنیاک که از وودروپ دزدیده بود، می‌نوشد. سپس مقداری از این نوشیدنی را به طرف مدرسه تف می‌کند و با ماشین دور می‌شود.

## بازیگران
- پل جیاماتی در نقش پل هانهام، معلم کلاسیک در مدرسه شبانه‌روزی آکادمی بارتون. هانهام (برخلاف جیاماتی) انحراف چشم دارد، اگرچه نه بازیگر و نه سازندگان نشان نداده‌اند که چگونه این جلوه ساخته شده‌است.[۷]
- دومینیک سسا در نقش انگوس تالی، دانشجوی بارتون در طول تعطیلات کریسمس که در مدرسه می‌ماند
- داواین جوی رندالف در نقش مری لمب، آشپز بارتون و مادر داغدیده
- کری پرستون در نقش خانم لیدیا کرین، یکی از کارکنان بارتون
- بردی هپنر در نقش تدی کونتزه، دشمن آنگوس. یکی از پنج جامانده
- ایان دالی در نقش الکس اولرمن، یکی از اعضای کلیسای عیسی مسیح قدیسان آخرالزمان؛ یکی از پنج جامانده
- جیم کاپلان در نقش یه جون پارک، دانشجوی بین‌المللی از کره؛ یکی از پنج جامانده
- مایکل پرووست در نقش جیسون اسمیت، کوارتربک تیم فوتبال بارتون؛ یکی از پنج جامانده
- اندرو گارمن در نقش دکتر هاردی وودروپ، مدیر آکادمی بارتون
- نحیم گارسیا در نقش دنی، سرایدار بارتون
- استیون تورن در نقش توماس تالی، پدر انگوس که به تیمارستان سپرده شده‌است.
- جیلیان ویگمن در نقش جودی کلوتفلتر، مادر انگوس
- تیت داناوان در نقش استنلی کلوتفلتر، ناپدری انگوس
- داربی لیلی لی-استک در نقش الیز، معشوقهٔ انگوس
- دن اید در نقش کهنه‌سرباز ویتنام، کنت

## تولید

### توسعه

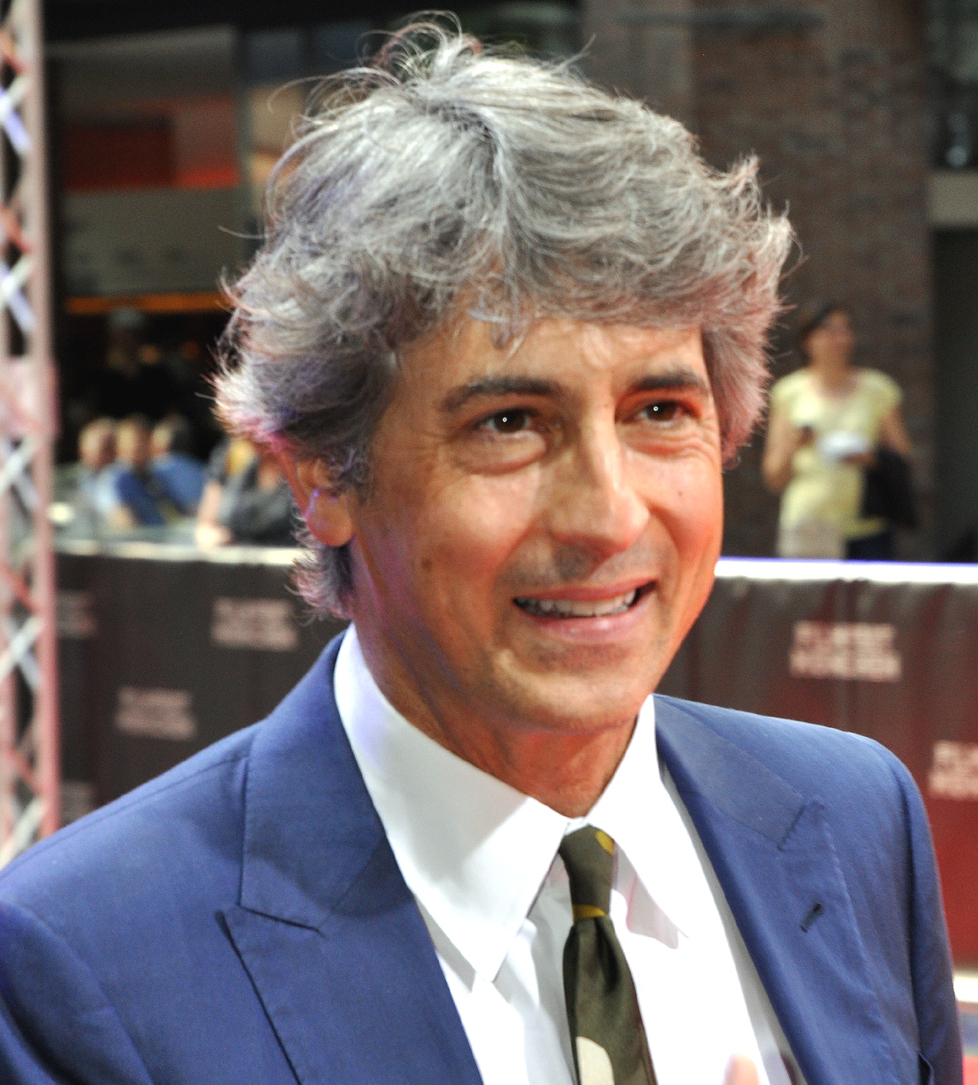
کارگردان الکساندر پین

جاماندگان دومین همکاری کارگردان الکساندر پین و بازیگر پل جیاماتی پس از راه‌های فرعی (۲۰۰۴) است. پین پس از تماشای فیلم مرلوس (۱۹۳۵) اثر مارسل پانیول آن را در ذهن پروراند، و با فیلم‌نامه‌نویس دیوید همینگسون که داستان او دربارهٔ مدرسهٔ شبانه‌روزی را خوانده بود، تماس گرفت. در سال ۲۰۲۴، همینگسون اعلام کرد که این فیلم تا حدی نیمه زندگی‌نامه‌ای است و برخی از دیالوگ‌ها و صحنه‌ها با الهام از زندگی او ساخته شده‌اند. صحنه مواجهه با کارگر جنسی الهام گرفته از رخدادی واقعی بود و افزود: «بسیاری از چیزهای فیلم فقط یک نامه عاشقانه به مادرم، عمویم و بابام هستند.» در ژوئن ۲۰۲۱، میرامکس حقوق توزیع را به دست آورد. در اوایل سال ۲۰۲۲، داواین جوی رندالف و کری پرستون به بازیگران پیوستند.

### فیلمبرداری
فیلمبرداری در ۲۷ ژانویه ۲۰۲۲ در ماساچوست آغاز شد مدیر صحنهٔ فیلم‌برداری، که روی دیگر فیلم‌های نیوانگلند مانند اسپات‌لایت و عشاء ربانی سیاه کار کرده بود، از تجربیات خود در ماساچوست برای این فیلم کمک گرفت. به‌طور مشابه، جیاماتی از تجربیات زندگی واقعی‌اش و خاطراتش از معلمی سخت‌گیر که از او به عنوان «مردی نه خوشبخت» یاد می‌کرد کمک گرفت. برای آکادمی داستانی بارتون، پنج مدرسه ماساچوست به عنوان مکان مورد استفاده قرار گرفتند: گروتن، نورثفیلد مانت هرمون، آکادمی دیرفیلد، مدرسه سنت مارک و دبیرستان فیرهون. دومینیک سسا، در تجربهٔ نخستین نقش سینمایی خود به‌عنوان انگوس، در کلاس‌های سال ۲۰۲۲ آکادمی دیرفیلد شرکت کرد. این فیلم همچنین در تئاترهای تاریخی کومون بوستون فیلمبرداری شد. پین بعداً گفت بازنمود اصول هنرشناسی دههٔ ۱۹۷۰ نسبتاً آسان بود زیرا «تغییر به آرامی به نیوانگلند می‌رسد».

### موسیقی
موسیقی اصلی جاماندگان توسط مارک اورتون ساخته شد. این موسیقی همچنین دارای چندین ترانهٔ کریسمسی کلاسیک و ترانه‌های دیگر از دهه ۱۹۷۰ است. موسیقی متن در ۱۰ نوامبر ۲۰۲۳ به صورت دیجیتالی توسط بک لات میوزیک و در ۱۷ نوامبر از طریق لوح فشرده و وینیل منتشر شد.

## انتشار
مراسم نمایش ویژه این فیلم برای خریداران در ۱۱ سپتامبر ۲۰۲۲ برگزار شد. روز بعد، گزارش شد که فوکس فیچرز حق توزیع را به قیمت ۳۰ میلیون دلار به دست آورده‌است. این فیلم برای اکران محدود در ۱۰ نوامبر ۲۰۲۳ برنامه‌ریزی شده بود و پس از آن در ۲۲ نوامبر به‌صورت گسترده اکران می‌شد. با این حال، این فیلم در ۲۷ اکتبر انتشار محدود را آغاز کرد و به دنبال آن انتشار گسترده در ۱۰ نوامبر آغاز شد. این فیلم در ۱۹ ژانویهٔ ۲۰۲۴ توسط یونیورسال پیکچرز بریتانیا در پادشاهی متحد منتشر شد.
نخستین نمایش جهانی جاماندگان در ۳۱ اوت ۲۰۲۳ در پنجاهمین جشنواره فیلم تیلوراید بود. همچنین در ۱۰ سپتامبر ۲۰۲۳ در جشنواره بین‌المللی فیلم تورنتو ۲۰۲۳ نمایش داده شد و در آنجا نایب قهرمان جایزه انتخاب مردم شد. همچنین به بخش «نماد» بیست و هشتمین جشنواره بین‌المللی فیلم بوسان دعوت و در ۷ اکتبر ۲۰۲۳ در این جشنواره نمایش داده شد.
جاماندگان در ۳۰ نوامبر ۲۰۲۳ بر روی پلتفرم‌های دیجیتالی منتشر شد. پس از آن در ۲ ژانویه ۲۰۲۴ نسخه‌های دیسک بلوری و دی‌وی‌دی منتشر شد.

## بازخورد

### گیشه
تا ۲۸ ژانویهٔ ۲۰۲۴، جاماندگان ۲۰٫۱ میلیون دلار در ایالات متحده و کانادا و نیز ۲۲٫۷ میلیون دلار در سایر کشورها فروش داشته‌است که فروش جهانی آن در کل به ۴۲٫۸ میلیون دلار رسیده‌است.
این فیلم در آخر هفته افتتاحیه خود از شش سالن ۲۱۱٫۰۹۳ دلار فروش داشت که میانگین آن ۳۵٫۰۸۲ دلار در هر سالن بود. در دومین آخر هفته اکرانش به ۶۴ سینما رسید و ۵۹۹٫۸۳۳ دلار فروش کرد. سپس در سومین آخر هفته اکرانش از ۷۷۸ سینما ۳٫۲ میلیون دلار به دست آورد. با ادامه گسترش، در هر دو آخر هفته چهارم و پنجم، ۲٫۷ میلیون دلار به دست آورد. پس از دریافت پنج نامزدی اسکار، این فیلم از ۱۲۷ سالن به ۱۲۶۲ سالن در چهاردهمین هفته اکران خود رسید و به فروش ۵۲۰٫۰۰۰ دلاری دست یافت که نسبت به آخر هفته قبل ۵۶۸ درصد افزایش داشت.

### واکنش انتقادی
در وبگاه جمع‌آوری نقد راتن تومیتوز، ٪۹۷ از ۳۳۱ بررسی منتقدان مثبت است و میانگینِ امتیاز آن ۸٫۵/۱۰ است. اجماع این وبگاه چنین می‌نویسد: «جاماندگان به‌طرز زیبایی تلخ و شیرین است و بازگشت خوشایندی به حالت قبلی از سوی کارگردان الکساندر پین را نشان می‌دهد.» این فیلم در متاکریتیک که از میانگین وزنی استفاده می‌کند، بر اساس نظر ۶۱ منتقدین امتیاز ۸۲ از ۱۰۰ را کسب کرده که نشان‌گر «تحسین همگانی» است. مخاطبان شرکت‌کننده در نظرسنجی سینماسکور به این فیلم نمرهٔ میانگین «A» در مقیاس A+ تا F دادند، در حالی که مخاطبان نظرسنجی پست‌ترک به آن نمرهٔ روی هم رفته ۸۰ درصد مثبت دادند.

### افتخارات
| جایزه           | تاریخ مراسم   | دسته‌بندی                                 | نامزد(ها)         | نتیجه    | منبع   |
| --------------- | ------------- | ---------------------------------------- | ----------------- | -------- | ------ |
| جوایز اسکار     | ۱۰ مارس ۲۰۲۴  | بهترین فیلم                              | مارک جانسون       | نامزدشده | [ ۴۰ ] |
| جوایز اسکار     | ۱۰ مارس ۲۰۲۴  | بهترین بازیگر مرد                        | پل جیاماتی        | نامزدشده | [ ۴۰ ] |
| جوایز اسکار     | ۱۰ مارس ۲۰۲۴  | بهترین بازیگر نقش مکمل زن                | دیواین جوی رندالف | برنده    | [ ۴۰ ] |
| جوایز اسکار     | ۱۰ مارس ۲۰۲۴  | بهترین فیلم‌نامه غیراقتباسی               | دیوید همینگسون    | نامزدشده | [ ۴۰ ] |
| جوایز اسکار     | ۱۰ مارس ۲۰۲۴  | بهترین تدوین                             | کوین تنت          | نامزدشده | [ ۴۰ ] |
| جوایز فیلم بفتا | ۱۸ فوریهٔ ۲۰۲۴ | بهترین فیلم                              | جاماندگان         | نامزدشده | [ ۴۱ ] |
| جوایز فیلم بفتا | ۱۸ فوریهٔ ۲۰۲۴ | بهترین کارگردانی                         | الکساندر پین      | نامزدشده | [ ۴۱ ] |
| جوایز فیلم بفتا | ۱۸ فوریهٔ ۲۰۲۴ | بهترین بازیگر نقش اول مرد                | پل جیاماتی        | نامزدشده | [ ۴۱ ] |
| جوایز فیلم بفتا | ۱۸ فوریهٔ ۲۰۲۴ | بهترین بازیگر نقش مکمل مرد               | دومینیک سسا       | نامزدشده | [ ۴۱ ] |
| جوایز فیلم بفتا | ۱۸ فوریهٔ ۲۰۲۴ | بهترین بازیگر نقش مکمل زن                | دیواین جوی رندالف | برنده    | [ ۴۱ ] |
| جوایز فیلم بفتا | ۱۸ فوریهٔ ۲۰۲۴ | بهترین فیلم‌نامه اصلی                     | دیوید همینگسون    | نامزدشده | [ ۴۱ ] |
| جوایز فیلم بفتا | ۱۸ فوریهٔ ۲۰۲۴ | بهترین انتخاب بازیگری                    | سوزان شومپیکر     | برنده    | [ ۴۱ ] |
| جوایز گلدن گلوب | ۷ ژانویهٔ ۲۰۲۴ | بهترین فیلم – موزیکال یا کمدی            | جاماندگان         | نامزدشده | [ ۴۲ ] |
| جوایز گلدن گلوب | ۷ ژانویهٔ ۲۰۲۴ | بهترین بازیگر مرد – فیلم موزیکال یا کمدی | پل جیاماتی        | برنده    | [ ۴۲ ] |
| جوایز گلدن گلوب | ۷ ژانویهٔ ۲۰۲۴ | بهترین بازیگر نقش مکمل زن                | دیواین جوی رندالف | برنده    | [ ۴۲ ] |